# Santiago Nuyoó
Santiago Nuyoó es una localidad del estado mexicano de Oaxaca. Es cabecera del municipio de Santiago Nuyoó.

## Demografía
| Censo | Población |
| ----- | --------- |
| 1900  | 1088      |
| 1910  | 1013      |
| 1921  | 831       |
| 1930  | 1000      |
| 1940  | 1487      |
| 1950  | 405       |
| 1960  | 306       |
| 1970  | 276       |
| 1980  | 318       |
| 1990  | 621       |
| 1995  | 350       |
| 2000  | 394       |
| 2005  | 376       |
| 2010  | 403       |
| 2020  | 358       |